# 区颊赞
区颊赞（?—?），唐代吐蕃赤松德赞赞普时大臣。
782年九月廿三日，唐朝殿中少监崔汉衡从吐蕃回来，吐蕃赞普派遣区颊赞为和唐使，跟随崔汉衡入朝觐见。783年二月初一，唐德宗命令鸿胪卿崔汉衡送区颊赞返回吐蕃。德宗命令宰相、尚书与吐蕃区颊赞在丰邑里会盟，区颊赞因清水会盟未将边疆确定，没来会盟。四月十三日，德宗命令崔汉衡前往吐蕃，请示吐蕃赞普。六月廿五日，请让区颊赞回国。七月初九，德宗任命礼部尚书李揆为入蕃会盟使。七月十七日，德宗颁诏命令将相与区颊赞在城西会盟。